# Лужский артиллерийский полигон

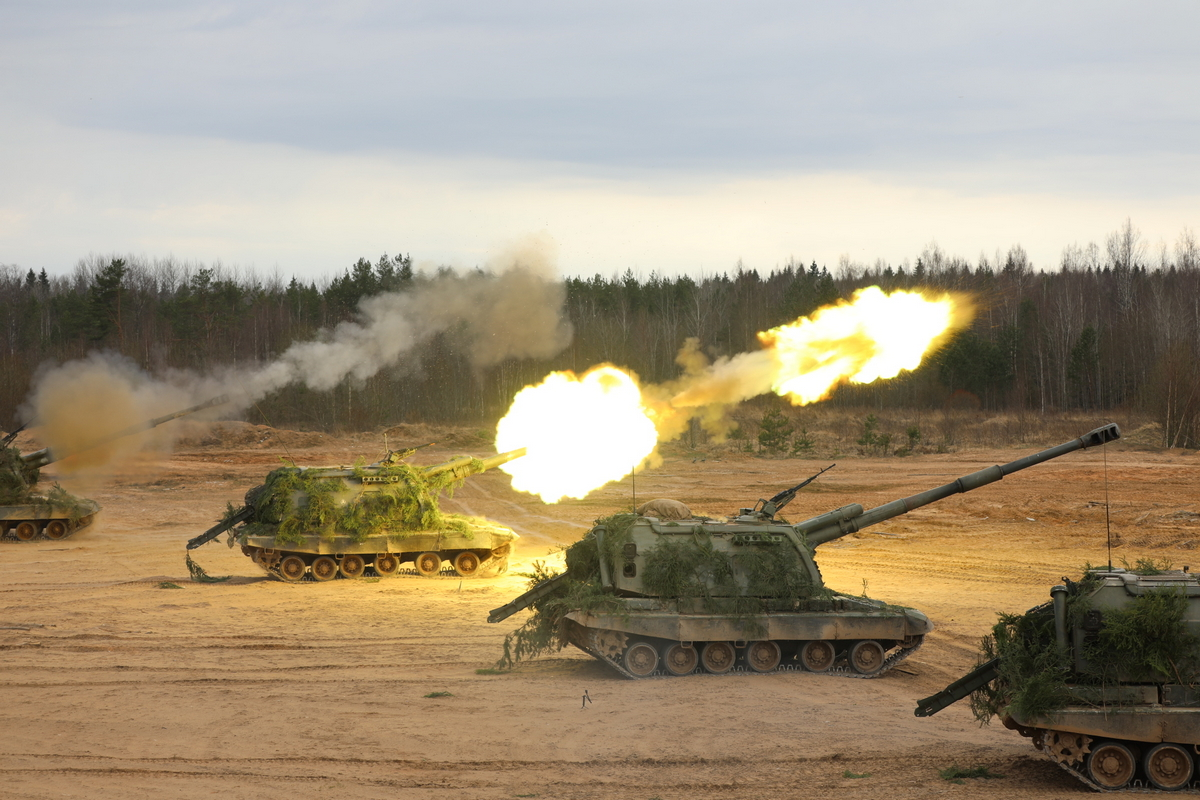
Стрельбы 9-й гвардейской артиллерийской Келецко-Берлинской бригады 3 марта 2016 года.

Лужский артиллерийский полигон — или 33-й артиллерийский полигон расположен в незаселённой местности в Лужском районе Ленинградской области.
В 1906 году под Лугой был приобретён участок земли для полигона Офицерской артиллерийской школы. Строительство полигона началось в 1906 году по указу Николая II. К 1910 году это был крупнейший и лучший артиллерийский полигон в Европе. Общая площадь полигона — 96 тысяч гектаров.
До 1906 года постоянного учебного полигона не существовало. Боевые стрельбы проводились в разных местах под Лугой и Красными Стругами.
Великий князь Сергей Михайлович (Романов), внук императора Николая I, генерал-инспектор артиллерии, будучи на манёврах под Лугой был восхищён Лужскими гористыми окрестностями. Ежегодно здесь обучалось стрельбе от 300 до 500 офицеров.
17 мая 1908 года начальник Офицерской артиллерийской школы генерал-лейтенант Александр Николаевич Синицин обратился с ходатайством о присвоении полигону Школы наименования «Сергиевский» в честь Великого князя Сергея Михайловича. Для полевой выучки сюда приезжали также перенимать передовой опыт специалисты из Франции, Германии, Норвегии, Великобритании и других стран.
К 1911 году было выстроено уже 160 зданий различного значения. Особенно выделялось здание Офицерского собрания, которое служило местом отдыха и местом встречи высоких гостей.
После Октябрьской революции 1917 года Офицерское собрание было упразднено, но с 1924 года его традиции продолжили Дома Красной Армии.
На Лужском полигоне побывали многие командующие Ленинградского военного округа: Тухачевский М. Н., Дыбенко П. Е., Мерецков К. А. и другие.
В июне 1927 года в Лужском доме Красной Армии почётным красноармейцем был избран Сергей Миронович Киров.
Лужский Дом Красной Армии посещали Климент Ворошилов, Семён Будённый и многие другие партийные руководители того периода истории. Дом Красной Армии был взорван в годы Великой Отечественной войны, при отступлении немецких войск.
В ноябре 2016 года Лужскому артиллерийскому полигону исполнилось 110 лет. Он является одним из старейших и опорных полигонов Российской армии.